# Piccolo (sáo)
Piccolo , tiếng Ý nghĩa là nhỏ, nhưng trong tiếng Ý lấy từ octavino, là một loại sáo, cũng thuộc gia đình họ nhạc cụ bộ hơi.
hầu hết ngón bấm của Piccolo như tiêu chuẩn ngón bấm của loại sáo ngang,nhưng âm thanh cao hơn một bát độ trên dòng nhạc,nên được cho tên "Ottavino" có nghĩa là nhạc cụ được viết cho dàn bè của nhạc sĩ người Ý
Piccolo được sản xuất bằng sáo có khóa C, tuy nhiên các nhà sản xuất cũng chế tạo sáo tone Db. Trong giàn nhạc, Piccolo thường được chỉ định viết như phụ bè.Với giàn nhạc lớn, Piccolo đôi khi được viết với đoạn độc tấu giai điệu,tấu chung với Violin hoặc Sáo,làm cho câu nhạc sáng, thay đổi màu sắc, tiết điệu vì âm thanh cao hơn một bát độ
Danh từ Picolo được tìm thấy năm 1856, trong khi người Anh đã dùng từ nầy 15 năm trước đó
Lịch sử của cây Piccolo ban đầu, không có phím,nên thường lẫn lộn với cây Fiffe, hoặc cây Piccolo cổ điển,với đường ống nhỏ làm cho âm thanh the thé. Piccolo thường được kết hợp với loại trống diễu hành, hình thành nên Carnival Of Basel Switzerland (Thụy Sĩ)
Huyền thoại về một số đoạn nhạc được viết cho Piccolo là bản Hòa tấu số 5 cung C thứ của Beethoven. Josef Hyndn và Mozard viết cho symphony, và các thể nhạc hiện đại
Ngày nay được làm bằng gỗ,thủy tinh hoặc gốm, hoặc bằng chất dẻo, nhựa thông,đồng thau,bạc, kiềng hoặc tất cả những loại gỗ cứng
Piccolos mịn thường được sản xuất với loại nguyên liệu có sẵn với một loạt chọn lọc tương tự như sáo, chẳng hạn như cơ chế E. Hầu hết piccolos có một cơ thể hình nón với một đầu hình trụ, mà là giống như loại sáo Baroque và sau đó sáo được phổ biến trước khi hệ thống làm sáo của Boehm được sử dụng trong sáo hiện đại. Không giống như các cụ Woodwind khác, gỗ được chuộng nhất dùng làm khớp mộng kết nối đầu của Piccolo,để toàn thể ống có hai điểm phù hợp bao quanh cả các nút chai và mặt kim loại của các khớp của ống sáo.